# Discover Airlines
Discover Airlines, anteriormente llamada Eurowings Discover, es una aerolínea alemana que forma parte del Grupo Lufthansa. Comenzó a operar el 24 de julio de 2021.

## Historia
Eurowings Discover comenzó sus vuelos el 24 de julio de 2021, volando desde Frankfurt a Mombasa y Zanzíbar con A330, habiendo obtenido su certificado de operador aéreo. Más adelante en 2021, la aerolínea amplió su red a Punta Cana, Windhoek, Las Vegas, Mauricio, Bridgetown, Bahía Montego, Varadero, Islas Canarias, Egipto y Marruecos. La flota crecerá a 10 A320 y 11 A330 a mediados de 2022.

## Destinos
| País                 | Ciudad         | Aeropuerto                                         | Notas | Ref.                             |
| -------------------- | -------------- | -------------------------------------------------- | ----- | -------------------------------- |
| Barbados             | Bridgetown     | Aeropuerto Internacional Grantley Adams            |       | [ 6 ]                            |
| Canadá               | Calgary        | Aeropuerto Internacional de Calgary                |       | [ 6 ]                            |
| Canadá               | Halifax        | Aeropuerto Internacional de Halifax-Stanfield      |       | [ 6 ]                            |
| Cuba                 | Varadero       | Aeropuerto Juan Gualberto Gómez                    |       | [ 6 ]                            |
| República Dominicana | Puerto Plata   | Aeropuerto Internacional Gregorio Luperón          |       | [ 6 ]                            |
| República Dominicana | Punta Cana     | Aeropuerto Internacional de Punta Cana             |       | [ 7 ]                            |
| Alemania             | Frankfurt      | Aeropuerto de Fráncfort del Meno                   | Hub   | [ 7 ]                            |
| Jamaica              | Montego Bay    | Aeropuerto Internacional Sangster                  |       | [ 6 ]                            |
| Kenia                | Mombasa        | Aeropuerto Internacional Moi                       |       | [ 7 ]                            |
| Mauricio             | Port Louis     | Aeropuerto Internacional Sir Seewoosagur Ramgoolam |       | [ 7 ]                            |
| México               | Cancún         | Aeropuerto Internacional de Cancún                 |       | [ 6 ]                            |
| México               | Tulum          | Aeropuerto Internacional de Tulum                  |       | (Inicia 12 de diciembre de 2024) |
| Namibia              | Windhoek       | Aeropuerto Internacional de Windhoek Hosea Kutako  |       | [ 7 ]                            |
| Tanzania             | Kilimanjaro    | Aeropuerto Internacional del Kilimanjaro           |       | [ 6 ]                            |
| Tanzania             | Zanzíbar       | Aeropuerto Internacional de Zanzíbar               |       | [ 7 ]                            |
| Estados Unidos       | Anchorage      | Aeropuerto Internacional Ted Stevens Anchorage     |       | [ 6 ]                            |
| Estados Unidos       | Fort Myers     | Aeropuerto Internacional Southwest Florida         |       | [ 6 ]                            |
| Estados Unidos       | Las Vegas      | Aeropuerto Internacional Harry Reid                |       | [ 7 ]                            |
| Estados Unidos       | Salt Lake City | Aeropuerto Internacional de Salt Lake City         |       | [ 6 ]                            |
| Zimbabue             | Victoria Falls | Aeropuerto Victoria Falls                          | [ 6 ] |                                  |

## Flota
A enero de 2025, la flota Discover Airlines consiste de las siguientes aeronaves, con una edad media de 14,4 años:
| Aeronave        | En Servicio | Órdenes | Pasajeros | Pasajeros | Pasajeros | Notas |
| Aeronave        | En Servicio | Órdenes | Total     |           |           | Notas |
| --------------- | ----------- | ------- | --------- | --------- | --------- | ----- |
| Airbus A320-214 | 11          | _       | 180       | 180       | 180       |       |
| Airbus A330-203 | 3           | _       | 22/17/231 | 22/17/231 | 22/17/231 |       |
| Airbus A330-343 | 14          | 4       | 27/ASA    | 27/ASA    | 27/ASA    |       |
| Total           | 23          | 30      |           |           |           |       |